# 한치오징어

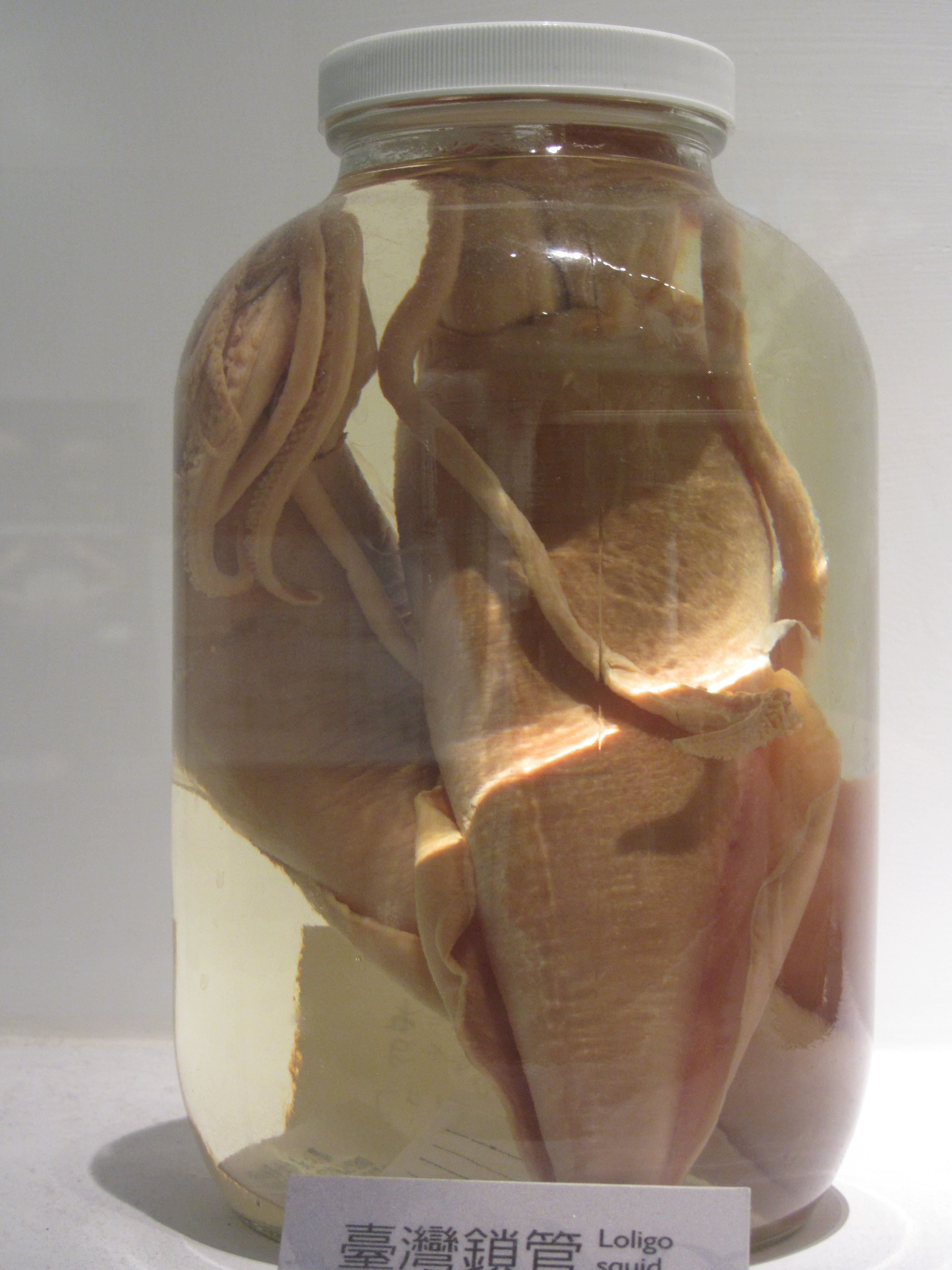

한치오징어 또는 한치꼴뚜기는 꼴뚜기과(화살오징어과)의 연체동물이다. 넓적창오징어, 한치로도 불린다. 다리가 한 치(3 cm가량) 정도로 짧아서 한치라는 이름이 붙었다. 대한민국의 남해에서 동중국해와 오스트레일리아 대륙의 동북부 해안까지 분포한다.